# Алтевер (Гронінген)
Алтевер (нід. Alteveer, нід. вимова: [ˈɑltəveːr]) — село в нідерландській провінції Гронінген. Більша частина населеного пункту належить до муніципалітету Стадсканал, а його західна частина відноситься до муніципалітету Пекела.
Його площа становить 14,48км², а населення станом на 2021 рік складало 1 155 осіб.